# Casa Memorial Humberto Delgado
A Casa Memorial Humberto Delgado, ou Casa onde nasceu o general Humberto Delgado, fica situada no Boquilobo, na atual freguesia de Brogueira, Parceiros de Igreja e Alcorochel, no Município de Torres Novas.
É uma homenagem de seus conterrâneos a esta figura ímpar e constituída pela casa onde nasceu e por um espaço museológico dedicado à sua acção política.
Humberto Delgado, denominado pelo povo “General sem Medo”, foi um dos mais sérios opositores do regime fascista que dominava o país. As suas ideologias democráticas e o desejo pela liberdade levaram ao seu assassinato a mando da polícia política do regime.
A Casa Memorial Humberto Delgado está classificada como Imóvel de Interesse Municipal desde 1996.